# Nautilocalyx punctatus
Nautilocalyx punctatus är en tvåhjärtbladig växtart som beskrevs av Wiehler. Nautilocalyx punctatus ingår i släktet Nautilocalyx och familjen Gesneriaceae. Inga underarter finns listade i Catalogue of Life.